# Ylä-Lylyjärvi
Ylä-Lylyjärvi är en sjö i kommunen Juupajoki i landskapet Birkaland i Finland. Sjön ligger 122,5 meter över havet. Arean är 70 hektar och strandlinjen är 4,36 kilometer lång. Sjön  ingår i Kumo älvs huvudavrinningsområde.   Den ligger omkring 54 km nordöst om Tammerfors och omkring 190 km norr om Helsingfors. 